# Hypolaena
Hypolaena  es un género con siete especies de plantas herbáceas perteneciente a la familia Restionaceae. Es originario del sudoeste de  Australia.

## Especies deHypolaena
- Hypolaena caespitosa B.G.Briggs & L.A.S.Johnson, Telopea 10: 576 (2004).
- Hypolaena exsulca R.Br., Prodr. Fl. Nov. Holl.: 251 (1810).
- Hypolaena fastigiata R.Br., Prodr. Fl. Nov. Holl.: 251 (1810).
- Hypolaena humilis (Gilg) B.G.Briggs & L.A.S.Johnson, Telopea 8: 28 (1998).
- Hypolaena pubescens (R.Br.) Nees in J.G.C.Lehmann, Pl. Preiss. 2: 69 (1846).
- Hypolaena robusta Meney & Pate, Telopea 6: 653 (1996).
- Hypolaena viridis B.G.Briggs & L.A.S.Johnson, Telopea 10: 575 (2004).